# Siennica (gmina)
Pour les articles homonymes, voir Siennica.
Siennica est une gmina rurale (gmina wiejska) de la powiat de Mińsk, dans la Voïvodie de Mazovie, dans le centre-est de la Pologne.
Son siège administratif (chef-lieu) est le village de Siennica situé environ 10 kilomètres au sud-est de Mińsk Mazowiecki (siège de la powiat) et 44 kilomètres au sud-est de Varsovie (capitale de la Pologne).
La gmina couvre une superficie de 111 km2 pour une population de 6 912 habitants en 2006.

## Histoire
De 1975 à 1998, la gmina est attachée administrativement à la voïvodie de Siedlce.

Depuis 1999, elle fait partie de la voïvodie de Mazovie.

## Géographie
La gmina inclut les villages et localités de :

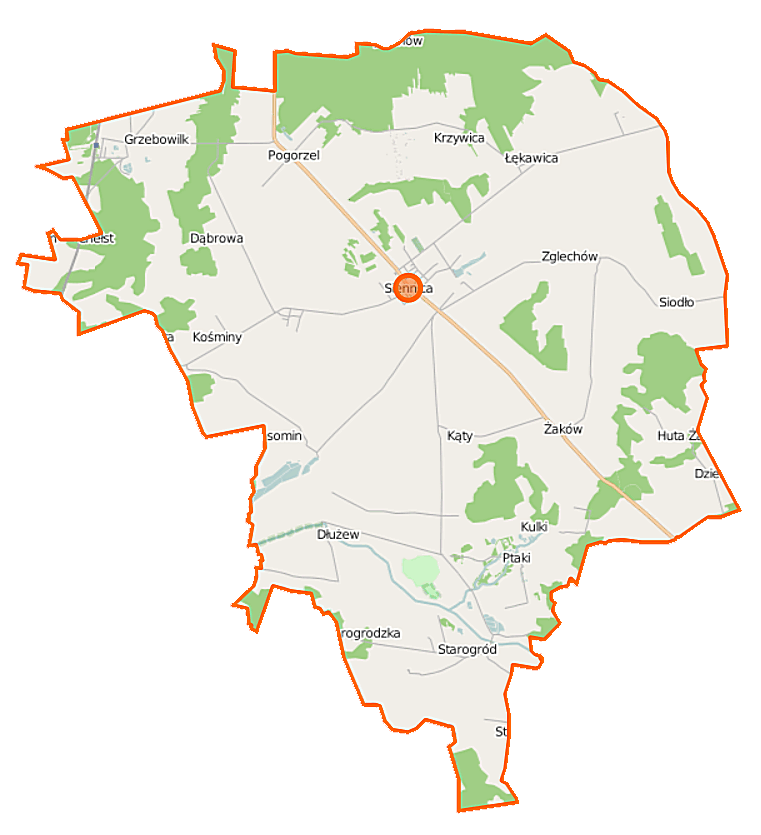
Plan de la gmina

- Bestwiny
- Borówek
- Boża Wola
- Budy Łękawickie
- Chełst
- Dąbrowa
- Dłużew
- Drożdżówka
- Dzielnik
- Gągolina
- Grzebowilk
- Julianów
- Kąty
- Kośminy
- Krzywica
- Kulki
- Lasomin
- Łękawica
- Majdan
- Nowa Pogorzel
- Nowe Zalesie
- Nowodwór
- Nowodzielnik
- Nowy Starogród
- Nowy Zglechów
- Pogorzel
- Ptaki
- Siennica
- Siodło
- Stara Wieś
- Starogród
- Strugi Krzywickie
- Świętochy
- Swoboda
- Wojciechówka
- Wólka Dłużewska
- Żaków
- Żakówek
- Zalesie
- Zglechów

### Gminy voisines
La gmina de Siennica est voisine des gminy suivantes :
- Cegłów
- Kołbiel
- Latowicz
- Mińsk Mazowiecki
- Parysów
- Pilawa

## Structure du terrain
D'après les données de 2002, la superficie de la commune de Siennica est de 111 km2, répartis comme tel :
- terres agricoles : 77 %
- forêts : 15 %

La commune représente 9,51 % de la superficie du powiat.

## Démographie
Données du 30 juin 2004 :
| Description        | Total  | Total | Femmes | Femmes | Hommes | Hommes |
| ------------------ | ------ | ----- | ------ | ------ | ------ | ------ |
| Unité              | Nombre | %     | Nombre | %      | Nombre | %      |
| Population         | 7 009  | 100   | 3 471  | 49,8   | 3 500  | 50,2   |
| Densité (hab./km²) | 63     | 63    | 31,3   | 31,3   | 31,6   | 31,6   |